# 白崎薬品
白崎薬品株式会社（しらさきやくひん）は、北海道函館市昭和町448-3に本社を置く「医薬品」「一般用医薬品」を中心とした卸業社であった。現在は「モロオ」である。

## 概要
- 代表取締役社長 白崎悟
- 昭和40年9月30日設立
- 資本金　2,700万円

## 大株主
- モロオ44％
- (名)白崎23％
- 本間祐介11％
- 白崎悟6％

## 沿革
- 1965年10月「株式会社師尾薬房」(現・モロオ)(旭川市)と業務提携